# Mayara Magri
Mayara Magri (Rio de Janeiro, 26 aprile 1994) è una danzatrice brasiliana, prima ballerina del Royal Ballet dal 2021.

## Biografia
Nata e cresciuta a Rio de Janeiro, a otto anni ha vinto una borsa di studio per la Petite Danse School. All'età di sedici ha vinto il Youth America Grand Prix, mentre nel 2011 si è classificata prima al Prix de Lausanne. Grazie alla vittoria del Prix de Lausanne ha ottenuto una borsa di studio per la Royal Ballet School e nel 2012, già diciassettenne, è entrata a far parte del corps de ballet del Royal Ballet.
Nei nove anni successivi è avanzata rapidamente tra i ranghi della compagnia: nel 2016 è stata promossa a solista, nel 2018 a prima solista e nel 2021 a prima ballerina. Nel corso della sua carriera ha danzato diversi ruoli principali al Covent Garden, tra cui Swanilda in Coppélia, Kitri e Mercedes in Don Chisciotte (Acosta), Tatiana in Anastasia (MacMillan), l'amante di Lescaut in Manon (MacMillan), Mitzi Caspar in Mayerling (MacMillan) e Gamzatti ne La Bayadere (Makarova). Dopo la promozione a ballerina principale ha ampliato ulteriormente il proprio repertorio e nella stagione 2021/2022 della Royal Opera House ha fatto il suo esordio come Myrtha in Giselle (Wright), Giulietta in Romeo e Giulietta (MacMillan), Odette e Odille ne Il lago dei cigni (Scarlett) e la Fata Confetto ne Lo schiaccianoci (Wright).
Inoltre ha ballato in numerosi gala in Europa e negli Stati Uniti, danzando come partner di étoile di alto profilo com Jacopo Tissi e Francesco Gabriele Frola. Durante la stagione 2022/2023 ha ampliato il proprio repertorio con i ruoli di Marie Larisch in Mayerling, Aurora ne La bella addormentata (Petipa), la Fata Madrina in Cenerentola (Ashton). Nella stagione 2023/2024 esordisce nel ruolo di Jacqueline du Pré in The Cellist (Marston), Paulina ne Il racconto d'inverno (Wheeldom) e nel Danses concertantes (MacMillan), oltre a danzare nuovamente nei ruoli della Fata Confetto, l'amante di Manon, Kitri e Odette e Odille.

## Vita privata
Dal 2020 intrattiene una relazione con il primo ballerino del Royal Ballet Matthew Ball.